# Enrique González Lonzieme
Enrique González Lonzieme, (Buenos Aires, Argentina, 18 de abril de 1926 – Buenos Aires, Argentina, 5 de mayo de 1997),  historiador naval, y oficial militar naval argentino.

## Oficial militar y naval
Ingresó en la Escuela Naval Militar el 27 de enero de 1943, egresando con el grado de guardiamarina a fines de 1947. En 1974, alcanzó el grado de capitán de navío. Pasó a retiro voluntario en 1978 y, por misma resolución, fue nombrado para prestar servicios militares en retiro activo. 
En enero de 1963 fue destinado al Departamento de Estudios Históricos Navales y en agosto de ese año fue nombrado director del Museo Naval de la Nación (Tigre), actividad que desarrolló hasta 1984. 
Durante su gestión, el museo duplicó el espacio de exposiciones, modernizó sus salas, creó el archivo y la biblioteca especializada en arqueología naval y adquirió una valiosa colección de planos y buques antiguos y modernos para uso público. 
Entre 1984 y 1986 se hizo cargo de la jefatura del Departamento de Estudios Históricos Navales.

## Historiador marítimo y naval
“Quizás no haya nada tan apasionante, dentro de las actividades de la investigación histórica, como ver aparecer poco a poco a través de polvorientos papeles,  referencias de terceros y manuscritos oficinescos, la definición de la personalidad de algún actor de la Historia”.
En Martín Thompson, ensayo para la biografía de un marino criollo (1962), el autor no solo rescata del semi-anonimato a uno de los “pocos marinos nativos que asistieron al alumbramiento de nuestra nación” sino que lo descubre como un actor de la Historia, revalorizando su accionar e importancia.  
La obra La Armada en la conquista del desierto (1972) es un reflejo de la mirada de gobiernos y particulares sobre las tierras australes durante la década de 1970. A través de ella, el autor aporta al conocimiento y difusión de la gesta que incorporó paulatinamente las tierras patagónicas, fueguinas, insulares y antárticas a la soberanía argentina.
Asimismo realizó una Historia del Centro Naval (1983) como homenaje por los cien años de dicha institución. 
Completan su producción numerosos artículos referidos a historia naval presentados en congresos académicos y editados en varias publicaciones periódicas como Boletín del Centro Naval, Revista del Mar, Revista de Marina de la Liga Naval Argentina, Argentina Austral, Diario El Mundo, Diario La capital y Diario La Nueva Provincia. 
Finalmente, colaboró con la traducción del libro El mar en un conflicto futuro del almirante Raymond De Belot y La explotación de los océanos de Michael Beguery, ambas publicadas por el Instituto de Publicaciones Navales.

## Reconocimientos y condecoraciones
Por su desempeño en la actividad histórica recibió los premios Ratto (1964, 1969), Piedrabuena (1965, 1972) y Almirante Brown (1977).
Formó parte de la Comisión de Homenaje al Sesquicentenario del Dr. Alejo Castex; de la Comisión de Homenaje al comodoro Urtubey; Comisión de Homenaje al nacimiento del almirante Brown y la Comisión de Homenaje al Sesquicentenario del Nacimiento de Luis Piedrabuena.
Fue miembro de número del Instituto Belgraniano; Instituto Nacional Browniano; Instituto Bonaerense de Numismática y Antigüedades; Comisión Nacional de la Reconquista; Instituto Gascón e Instituto Cultural Argentino- Uruguayo. Asimismo, miembro titular vitalicio de la Sociedad Argentina de Historiadores.
Recibió varias condecoraciones como la Gran Cruz del Mérito Naval con distintivo blanco de segunda clase otorgada por el gobierno español (1961); la Orden del Cóndor de los Andes en el Grado de Caballero concedida por el gobierno de Bolivia (1962) y la Orden Nacional del Mérito en el Grado de Oficial (1962) por parte del gobierno paraguayo.

## Obras del autor
- Martín Thompson, ensayo para la biografía de un marino criollo (1962)
- La Armada en la conquista del desierto (1972)
- Historia del Centro Naval (1983)

### Documentos inéditos
- Foja de servicios N° 000994, ENRIQUE GONZALEZ LONZIEME, Archivo General de la Armada Argentina.
- Currículum Vitae del capitán de navío Enrique González Lonzieme, Departamento de Estudios Históricos Navales de la Armada Argentina, S-N. MFS 2011/2013